# Olaf Heukrodt

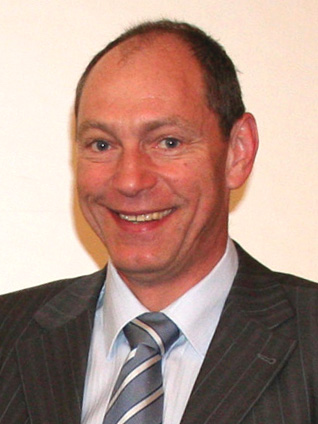
Olaf Heukrodt

Olaf Heukrodt (* 23. Januar 1962 in Magdeburg) ist ein ehemaliger deutscher Kanute und derzeitiger Sportfunktionär und Kanutrainer. Er war fünffacher Medaillengewinner bei Olympischen Spielen im Kanurennsport.

## Sportlerkarriere
Bei den Olympischen Spielen 1980 in Moskau gewann er im Einer-Canadier (C1) über 500 m Bronze und im Zweier-Canadier (C2) über 1000 m die Silber-Medaille.
Bei den Olympischen Spielen 1984 von Los Angeles konnte er nicht antreten, da die Staaten des Ostblocks diese boykottierten. Bei den Olympischen Sommerspielen 1988 in Seoul gewann er die Goldmedaille im C1 über 500 m und die Silber im C2 über 1000 m und war bei der Schlussfeier der letzte Fahnenträger einer Mannschaft aus der DDR. Bei den Olympischen Sommerspielen 1992 in Barcelona holte er für das wiedervereinte Deutschland erneut Bronze im C1 über 500 m.
Dafür wurde er am 23. Juni 1993 mit dem Silbernen Lorbeerblatt ausgezeichnet.

## Sportfunktionär
Nach Abschluss seiner aktiven Laufbahn wurde Heukrodt Persönliches Mitglied im Nationalen Olympischen Komitee für Deutschland und Mitglied des Gutachterausschusses der Stiftung Deutsche Sporthilfe.
Im April 2005 wurde Olaf Heukrodt als Nachfolger von Ulrich Feldhoff zum Präsidenten des Deutschen Kanu-Verbandes gewählt. 2006 wurde er in die Präsidialkommission Leistungssport des Deutschen Olympischen Sportbundes berufen. Seit 2007 gehört er dem Präsidium der European Canoe Association (ECA) an. Im Jahr 2010 trat er als Präsident des Deutschen Kanu-Verbandes zurück. Sein Nachfolger wurde Thomas Konietzko.

## Berufliche Laufbahn
Olaf Heukrodt studierte von 1987 bis 1991 Sportwissenschaften an der Außenstelle der DHfK in Berlin. Nach der Schließung der Außenstelle in Berlin konnte er auf Grund der Vorbereitungen auf die Olympischen Sommerspiele 1992 sein Studium nicht beenden. Er absolvierte eine Ausbildung zum Bankkaufmann bei der Dresdner Bank. Dort war er bis 2008 beschäftigt. Er lebt in Leipzig, wo er zurzeit als Trainer bei der SC DHfK Leipzig im Kanurennsport tätig ist.

## Auszeichnungen (Auswahl)
- 1980 – Vaterländischer Verdienstorden in Bronze
- 1984 und 1988 – Vaterländischer Verdienstorden in Gold
- 1986 – Stern der Völkerfreundschaft in Gold